# 昇降計

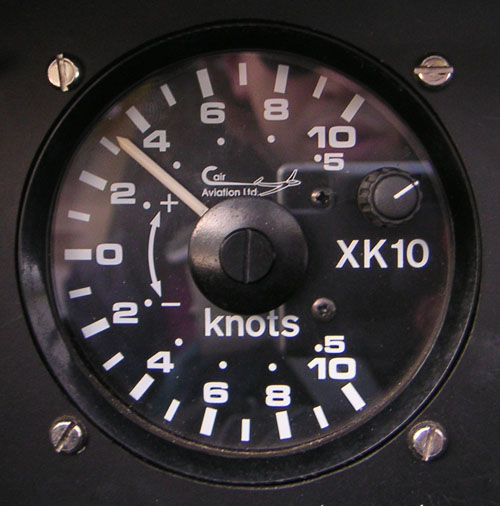
グライダー向けのパネル取り付け用バリオメータ。

昇降計（しょうこうけい）とは、瞬間的な上昇・降下率を操縦士に知らせるための航空機用計器である。バリオメータ（variometer）や 垂直速度計（vertical speed indicator : VSI あるいは vertical velocity indicator : VVI）とも呼ばれる。国や航空機の種類によって、ノット や フィート毎分 (101 ft/min {\displaystyle \simeq } 1 kt) や メートル毎秒 で目盛りが付けられている。飛行機のほとんどは
ft/minを使用しfeet per minuteを略したFPMを単位に使用する。
動力飛行では、水平飛行が保たれていることを確かめたり、また特に旋回中に VSI が頻繁に使われる。特に着陸装置を持つ飛行機において、離陸直後は確実に上昇していることの確認のために、昇降計が正の指示をしていることを見た後に初めて着陸装置上げ操作を行うのが一般的である。
滑空では通常の飛行中にはほとんど使い続けられ、多くは可聴音で上昇気流や下降気流を操縦士に知らせる。通常は下降気流での切り離しを避けたいので飛行機曳航で離陸する時は例外だが、計器飛行を行う動力機とは異なり、離陸や着陸の時はあまり注目されない。
滑空機の操縦士はバリオメータ（または略してバリオ）と呼び、動力機の操縦士は VSI と呼ぶことが多い。

## 概要

ダイアフラム式昇降計
1. 断熱容器
2. 外部からの静圧
3. 小穴で静圧に接続
4. 静圧に接続（直接）
5. ダイアフラム
6. ギアで指針が動く

昇降計は、高度の変化に伴う空気圧（静圧）の変化を検出することで、高度の変化率を測定する。最も単純な構造では、高感度の空気流量計を経由して外部の大気に接続された空気ボトルからなる。航空機が高度を変えると外部の大気圧が変化して、空気ボトル内の圧力と機外の圧力が同じになるように空気が出入りする。ここで気流の速度と向きが測定され、操縦士に表示される。航空機の上昇（または降下）速度が速ければ速いほど、気流は速くなる。ボトルから空気が流れ出しているのなら、航空機の高度が上がっていることを示す。ボトルに空気が流れ込んでいるのなら、航空機が降下していることを示す。
より新しい設計では、圧力センサを使って大気の静圧を直接測定し、気流の測定ではなく気圧の変化で高度の変化を直接検出する。この設計では空気ボトルが必要無いので、小型化することができる。気温の変化に影響されるボトルが無く、接続チューブで漏れが起きる恐れも少なくなるため、信頼性が高い。
このような、航空機の高度の変化による静圧の変化を検知して高度の変化率を測定するものは、「非補償型」昇降計と呼ばれている。動力機に取り付けられる場合は、「垂直速度計（vertical speed indicator）」または「VSI」と呼ばれることが多い。滑空機に取り付けられる場合は、「バリオメータ（variometer）」と呼ばれることが多い。
「慣性指示」のVSIやILVSIは、（動力機の）旋回中に起きる相対的な重力加速度を補正し、上昇や下降での誤指示を取り除くために適切な機械的補正が行なわれる。

## 目的
鳥とは異なり、人間は上昇・降下率を直接感じることができない。バリオメータが発明されるまで、グライダーを高く飛ばすことは非常に困難であった。垂直速度が急に「変化」するのは「ズボンの尻」ですぐにわかるが、その感覚では降下から上昇への変化、あるいは穏やかな上昇から急な上昇への変化を区別できなかった。はっきり見える目印が近くになければ、「実際の」上昇・降下率の推測はさらに難しい。近くに目印があるということは、山腹や地面の近くであることを意味している。スロープソアリング（山腹を上る風を使った上昇）を除いて、一般には低空にいてもほとんど意味が無い。上昇により効果的なサーマルや山岳波はもっと高いところにあり、バリオメータを使わずに検知したり利用するのは非常に難しい。Max Kronfeldがバリオメータを発明したことで、滑空競技ではこのような効果的な気流を用いることが可能になり、記録の大幅な向上に寄与した。
飛行機等では前述の離陸直後以外に、特に計器飛行において非常に重要な計器であり、出発/到着方式によっては上昇率・降下率が問題にされる場合も多い。計器飛行証明取得時には、上昇率や降下率を一定（例えば500FPM等）に保ちながら所定の旋回を行う課目もある程である。

## 総エネルギー補正
しかし、滑空競技が発展すると、こうした単純な「非補償型」の計器には限界があることがわかった。高く飛ぶために操縦士が本当に必要としている情報は、グライダー自体の垂直速度ではなく、飛行している周囲の空気の垂直速度である。
操縦士は、高度を速度に変換できるし、速度を高度に変換することもできる。これはエネルギー用語で言えば運動エネルギーを位置エネルギーに交換することを意味していて、逆もまた同様に成り立つ。つまり、速度（運動エネルギー）を失う代償として、高度（位置エネルギー）を上げることは可能である。その時に「非補償型」の単純な昇降計は、機体の上昇を示すが、滑空機にとっては、自らの速度（運動エネルギー）を消費して高度（位置エネルギー）が上がる場合はあまり重要ではない。外界の上昇気流からの力（エネルギー）を得て、自らの（運動+位置の）「総」エネルギーを獲得する事が重要である。
このため、現代の多くのグライダーは「総エネルギー」または「補償型」バリオメータとして知られる計器を装備している。これは、速度（運動エネルギー）の変化率を差し引いて、高度（位置エネルギー）の変化率の計測を調節している。ほとんどのグライダーでは、対気速度の変化に従って吸引の変化が発生する装置である「総エネルギープローブ（total energy probe）」経由でバリオメータを大気に接続することで実現している。別の方法としては、対気速度を測定して、速度（運動エネルギー）が高度（位置エネルギー）に変化することで高度が変わって発生する圧力の変化を計算して、電気的に差し引きすることもある。
総エネルギープローブは、古典的なベンチュリ管（二つの小さな漏斗が細い側で接続されている）の構造をしているか、または、垂直な管の裏に溝または二つの穴がある単純な構造をしている。こうした構造により、気流で吸気（減圧）が起きる。操縦士がグライダーを降下させると、対気速度が増加して吸気が増加し、バリオメータの圧力は下がる。慎重に設定すれば、高度が下がることによる機外静圧の増加は、対気速度の増加による圧力の減少で厳密に相殺される。最終的には、高度の変化によってバリオメータの表示はまったく変わらず、機速の変化による影響が除外されることとなる。
この補正効果の精度を上げるためには、総エネルギープローブをできるだけ安定した気流の中に配置する必要がある。したがって、現代のほとんどのグライダーでは、末端がねじれた長い片持ち式チューブ（brunswick tube）が、安定板の先端から飛び出しているのが見られる。
ごく一部ではあるが、総エネルギー昇降計が装備されている動力機もある。一定の高度を保持したり安定した上昇・降下を維持したいことはしばしばあり、高度の真実の変化率にはより関心が持たれている。
2番目のタイプの補償型バリオメータとは、ネット（Netto）またはエアマス（airmass）バリオメータである。
この計器は、（ポーラカーブに基づいて）与えられた速度でのグライダー固有の降下率を表示し、静かな大気中では常にゼロを示すほどである。
これはグライダーが飛ぼうとしている空気について、はるかに正確な実態が得られる。
しかし、グライダーが旋回するために止まるとき、上昇率として表示された値は「真の」上昇率ではない。
操縦士は心の中でグライダーの降下率を引き算しなければならない（たいていは約1.6ktだが、実用的な近似値としては2ktが適している）。
この問題を解決するために、相対ネット（relative Netto）（まれにスーパーネット（super Netto））バリオメータは、1.6ktの定数をマイナスして値を表示する。
操縦士は、サーマルに留まる価値があるかどうかの決断を非常に素早く行なえるようになる。
計器板のバリオメータの横で1.6ktの位置にマークして、その位置をゼロとみなせば相対ネットの効果をシミュレートすることができる。

## 電子バリオメータ

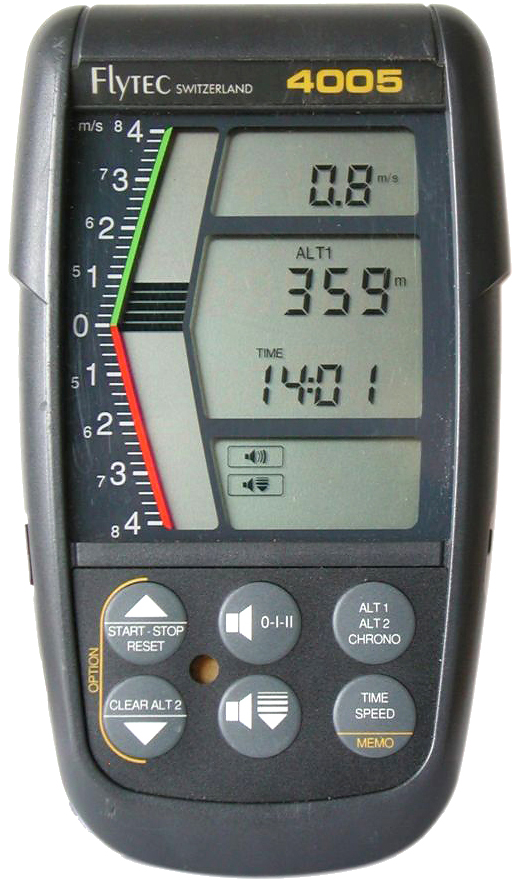
パラグライダーやハンググライダーや気球向けのシンプルなバリオメータ。

現代のグライダーでは、大部分の電子バリオメータは、示度によってピッチやリズムが変わる音を鳴らす。一般的に、バリオメータが高い上昇率を示す時は周波数の高い音になり、降下率が大きくなると周波数の低い音になる。バリオメータが上昇を示している場合は音が断続することが多く、降下中には音は途切れない。また、断続する割合は上昇率の増加とともに増加することがある。一般に、静かな大気中や、最小沈下率のグライダーの標準的な降下率よりも弱い上昇中では音を鳴らさない。この音響信号で操縦士は計器を見なくても済むので、外部の視界に専念できるようになり、それにより、安全性が向上し、さらに好みの雲やその他上昇の兆候を探す機会が多くなる。この種の可聴音を出すバリオメータは「オーディオ・バリオメータ」と呼ばれている。
グライダーに装備されている高度な電子バリオメータには、GPS受信機からの情報を操縦士に示すことができるものがある。そのディスプレイには、目標に達するまでに必要な方位、距離、高さが示される。（直線飛行で使われる）巡航モードでは、上昇気流なのか下降気流なのかによって決まる正確な巡航速度が可聴信号で示される。操縦士は、次に期待されるサーマルでの上昇率の予想であるマクレディ理論値を推定して入力するだけでよい。
管制空域、旋回地点のリスト、衝突警告などといった他の情報を示すグライダー用の高度なバリオメータが増えてきている。後で分析するために、飛行中の位置データが蓄積されることもある。